# 헥사메틸렌다이아민
헥사메틸렌다이아민(영어: Hexamethylenediamine)은 분자식 C6H16N2를 가지는 유기화합물이다.
이 분자는 헥사메틸렌 사슬에 두 개의 아민기가 붙어 있다. 무색의 고체인(몇 상업적 샘플은 노란색) 이 화합물은 강한 아민기의 냄새를 가지고 있으며 피페리딘과 비슷하다. 1년에 약 10억 킬로그램이 생산된다. 나일론을 만드는데 가장 중요한 성분이다.

## 헥사메틸렌다이아민의 합성
헥사메틸렌디아민은 티어도어 커티스에 의해 처음 발표되었다. 현재는 아디포나이트릴의 수소화로 생산된다.::NC(CH2)4CN + 4 H2 → H2N(CH2)6NH2

## 이용
헥사메틸렌다이아민은 염화아디프산과 함께 나일론의 재료로 사용된다.

## 같이 보기
- 아디프산
- 염화 아디프산
- 나일론
- 아디포나이트릴
- 아마이드 결합